# Іда Вітале
Іда Вітале (ісп. Ida Vitale нар. 1923) — уругвайська поетеса, перекладачка, есеїстка і літературознавиця, останній нині живий представник об'єднання "Покоління 45", представниця «есенціалістської» поезії. Для її віршів, написаних в дусі традицій американського поетичного авангарду, характерний зв'язок між загостреним чуттєвим сприйняттям, втіленим в символізмі і увагою до природного світу, точне концептуальне втілення. Лауреатка численних літературних премій, включаючи премію Сервантеса (2018), якої удостоєна за «свою мову, одну з найвпізнаваніших в іспаномовних країнах» .

## Життєпис
Іда Вітале — представниця четвертого покоління італійських емігрантів в Уругваї. Виросла в сім'ї, яка вважалася культурною і космополітичною за своїми поглядами. У віці 95 років вона згадувала про своє дитинство, підкреслюючи, що тоді кожного дня до будинку приносили чотири газети, в яких були сторінки, присвячені культурі, де зазвичай публікувалися вірші.
Вітале вивчала гуманітарні науки в Уругваї, після чого працювала викладачкою і журналісткою в кількох газетах, зокрема, співпрацювала з тижневиком Marcha. У 1962 — 1964 вела літературний розділ уругвайської газети «Epoca», а також була співдиректором журналу «Clinamen» і входила до керівництва журналу «Maldoror».
Після встановлення в Уругваї диктаторського режиму в 1973, Вітале в 1974 емігрувала до Мексики, де познайомилася з Октавіо Пасом, який ввів Вітале до редакційної ради журналу "Vuelta". Вітале також брала участь у створенні газети «Uno Más Uno» і викладала в El Colegio de México — одному з найважливіших центрів гуманітарних наук Мексики. Під час життя в Мексиці Вітале перекладала книги для видавничої групи «Fondo de Cultura Económica», виступала з лекціями і співпрацювала з багатьма газетами.
У 1984 Іда Вітале повернулася до Уругваю, керувала розділом культури тижневика «Jaque», але через два роки знову емігрувала, на цей раз до США . У 1989 оселилася в Остіні (штат Техас) зі своїм другим чоловіком, поетом Енріке Фієрро, який періодично виїжджав до Уругваю. У 2010 Вітале була удостоєна ступеня honoris causa Республіканського університету Уругваю. Після смерті чоловіка в 2016 Іда Вітале повернулася в Монтевідео, де живе нині.

## Особисте життя
У 1950 вийшла заміж за літературного критика Анхеля Рама, в шлюбі у них були донька  — архітекторка Ампаро Рама Вітале, і син, економіст Клаудіо Рама Вітале, 1951 і 1954 року народження відповідно. Другим чоловіком Іди Вітале був поет Енріке Фієрро (1941  — 2016).

## Нагороди і премії
- 2009 IX Міжнародна премія Октавіо Паса з поезії та есеїв (спільно з Рамоном Сірано) [6]
- 2014, Міжнародна премія Альфонсо Рейеса [7]
- 2015, Премія королеви Софії з Ібероамериканської поезії [8]
- 2016, Міжнародна поетична премія імені Федеріко Гарсіа Лорки [9]
- 2017, Премія Макса Якоба [10]
- 2018, Премія Міжнародного книжкового ярмарку в Гвадалахарі за літературу романськими мовами [11]
- 2018, Премія Сервантеса.